# Campionati oceaniani di atletica leggera 2014
I XIV campionati oceaniani di atletica leggera si sono svolti a Rarotonga, nelle Isole Cook, dal 24 al 26 giugno 2014 presso il BCI Stadium. Gli atleti hanno gareggiato in 39 specialità, 19 maschili, 19 femminili e una mista. 

## Nazioni partecipanti
Hanno preso parte a questi campionati 20 nazioni, oltre a una squadra regionale dell'Australia che ha gareggiato indipendentemente rispetto alla nazionale di appartenenza. 
- Australia
  - / Australia settentrionale
- Figi
- Guam
- Isola Norfolk
- Isole Cook
- Isole Marianne Settentrionali
- Isole Marshall
- Kiribati
- Micronesia
- Nauru

- Niue
- Nuova Caledonia
- Nuova Zelanda
- Palau
- Papua Nuova Guinea
- Polinesia francese
- Isole Salomone
- Samoa
- Tonga
- Vanuatu

## Risultati

### Uomini
| Specialità | Oro                                                                     | Prestazione | Argento                                                                     | Prestazione | Bronzo                                                                        | Prestazione            |
| Corse piane |                                                                         |             |                                                                             |             |                                                                               |                        |
| 100 m | Banuve Tabakaucoro                                                      | 10"30       | Kupun Wisil                                                                 | 10"80       | Eddie Herene Magele                                                           | 10"85                  |
| 200 m | Nelson Stone                                                            | 21"24       | Theo Piniau                                                                 | 21"79       | David Elliott                                                                 | 22"52                  |
| 400 m | Theo Piniau                                                             | 48"72       | Siologa Viliamu                                                             | 49"93       | Leigh Bennett                                                                 | 50"41                  |
| 800 m | Tom Fawthorpe                                                           | 1'51"23     | Kaminiel Matlaun                                                            | 1'52"81     | Epeli Batisila                                                                | 1'54"66                |
| 1 500 m | Tom Fawthorpe                                                           | 3'54"55     | Napu Castro                                                                 | 4'21"13     | / Thomas Briggs                                                               | 4'22"68                |
| 5 000 m | / Hamish MacDonald                                                      | 15'55"88    | / Scott Mitchell                                                            | 16'27"89    | Jesen Kelep                                                                   | 22'14"70               |
| 10 000 m | / Hamish MacDonald                                                      | 33'22"40    | Roland Neurerer                                                             | 29'16"87    | Medaglia non assegnata                                                        | Medaglia non assegnata |
| Corse a ostacoli |                                                                         |             |                                                                             |             |                                                                               |                        |
| 110 m hs | Wala Gime                                                               | 14"80       | Tyler Heron                                                                 | 15"47       | Medaglia non assegnata                                                        | Medaglia non assegnata |
| 400 m hs | Leigh Bennett                                                           | 52"52       | Wala Gime                                                                   | 53"47       | Siologa Viliamu                                                               | 57"83                  |
| Salti |                                                                         |             |                                                                             |             |                                                                               |                        |
| Salto in alto | Jason Strano                                                            | 2,00 m      | James Jeffrey                                                               | 1,94 m      | Peniel Richard                                                                | 1,87 m                 |
| Salto in lungo | Tim McGuire                                                             | 7,58 m      | Waisale Dausoko                                                             | 7,22 m      | Brandon Clark                                                                 | 6,95 m                 |
| Salto triplo | Eugene Vollmer                                                          | 15,60 m     | Tim McGuire                                                                 | 14,99 m     | Patrick Hou                                                                   | 13,90 m                |
| Lanci |                                                                         |             |                                                                             |             |                                                                               |                        |
| Getto del peso | Jacko Gill                                                              | 20,70 m     | Emanuele Tusitatino                                                         | 18,49 m     | Dale Pritchard                                                                | 16,07 m                |
| Lancio del disco | Dale Pritchard                                                          | 47,76 m     | Emanuele Tusitatino                                                         | 41,77 m     | Brody James                                                                   | 40,68 m                |
| Lancio del martello | Emanuele Tusitatino                                                     | 45,33 m     | Dale Pritchard                                                              | 35,98 m     | Shaka Sola                                                                    | 34,23 m                |
| Lancio del giavellotto | Leslie Copeland                                                         | 70,66 m     | John Crandell                                                               | 64,51 m     | Medaglia non assegnata                                                        | Medaglia non assegnata |
| Prove multiple |                                                                         |             |                                                                             |             |                                                                               |                        |
| Octathlon | Viliami Siale                                                           | 4852 p.     | Cletus Mosi                                                                 | 4579 p.     | Robson Yinambe                                                                | 42 80 p.               |
| Staffette |                                                                         |             |                                                                             |             |                                                                               |                        |
| 4×100 m | Figi Eugene Vollmer Apolosi Ratumudu Lepani Naivalu Banuve Tabakaucoro  | 41"61       | Papua Nuova Guinea Ruwan Gunasinghe Wala Gime Junior Saio Avefa Kupun Wisil | 42"18       | Tonga Li'ekina Kaufusi Peauope Suli Fifita Siueni Filimone Heamatangi Tu'ivai | 42"35                  |
| 4×400 m | Papua Nuova Guinea Kaminiel Matlaun Wala Gime Peniel Joshua Theo Piniau | 3'16"72     | Figi Banuve Tabakaucoro Epeli Batisila Apolosi Ratumudu Batinisavu Uluiyata | 3'19"13     | Vanuatu Bernard Kapalu Paul Wilson Nalau Dicky Terry Mael George Molisingi    | 3'34"61                |
| record mondiale; record mondiale stagionale; record oceaniano; record dei campionati; record nazionale; record personale; record personale stagionale. |                                                                         |             |                                                                             |             |                                                                               |                        |

### Donne
| Specialità | Oro                                                                      | Prestazione | Argento                                                                     | Prestazione | Bronzo                                                                                  | Prestazione            |
| Corse piane |                                                                          |             |                                                                             |             |                                                                                         |                        |
| 100 m | Toea Wisil                                                               | 11"57       | Younis Bese                                                                 | 12"24       | Patricia Taea                                                                           | 12"34                  |
| 200 m | Younis Bese                                                              | 25"04       | Alexandra Bartholomew                                                       | 25"16       | / Kayla Montagner                                                                       | 25"60                  |
| 400 m | Alexandra Bartholomew                                                    | 55"56       | Alicia Keir                                                                 | 55"84       | Donna Koniel                                                                            | 56"57                  |
| 800 m | Alicia Keir                                                              | 20'16"10    | Donna Koniel                                                                | 2'18"52     | Medaglia non assegnata                                                                  | Medaglia non assegnata |
| 5 000 m | Sharon Firisua                                                           | 18'59"07    | Elodie Mevel                                                                | 19'28"21    | Louise Michelle Wittwer                                                                 | 27'28"42               |
| 10 000 m | Sharon Firisua                                                           | 29'06"25    | Elodie Mevel                                                                | 40'21"00    | Medaglia non assegnata                                                                  | Medaglia non assegnata |
| Corse a ostacoli |                                                                          |             |                                                                             |             |                                                                                         |                        |
| 100 m hs | Sharon Kwarula                                                           | 14"43       | Kimberley Watton                                                            | 14"54       | Helen Philemon                                                                          | 15"81                  |
| 400 m hs | Sharon Kwarula                                                           | 59"82       | Lauren McAdam                                                               | 61"95       | Donna Koniel                                                                            | 62"06                  |
| 3 000 m siepi | Nikki Hiscock                                                            | 11'56"02    | Cassie Dege                                                                 | 12'09"87    | Medaglia non assegnata                                                                  | Medaglia non assegnata |
| Salti |                                                                          |             |                                                                             |             |                                                                                         |                        |
| Salto in alto | Anna Staib                                                               | 1,63 m      | Rellie Kaputin                                                              | 1,57 m      | Mihiatea Gooding                                                                        | 1,54 m                 |
| Salto in lungo | / Catherine Hannell                                                      | 5,58 m      | Rellie Kaputin                                                              | 5,56 m      | Helen Philemon                                                                          | 5,32 m                 |
| Salto triplo | Anna Thomson                                                             | 11,81 m     | Atipa Mabonga                                                               | 11,38 m     | Rellie Kaputin                                                                          | 11,35 m                |
| Lanci |                                                                          |             |                                                                             |             |                                                                                         |                        |
| Getto del peso | Ata Maama Tu'utafaiva                                                    | 13,64 m     | Rebecca Direen                                                              | 12,91 m     | Brianna Bortolanza                                                                      | 12,19 m                |
| Lancio del disco | Ariana Blackwood                                                         | 41,44 m     | Atanasia Takosi                                                             | 40,07 m     | Kasandra Vegas                                                                          | 36,27 m                |
| Lancio del martello | Jacinta Faint                                                            | 49,00 m     | Rebecca Direen                                                              | 48,97 m     | Kasandra Vegas                                                                          | 46,74 m                |
| Lancio del giavellotto | Eunice Steven                                                            | 34,96 m     | Samantha Lockington                                                         | 34,09 m     | Medaglia non assegnata                                                                  | Medaglia non assegnata |
| Prove multiple |                                                                          |             |                                                                             |             |                                                                                         |                        |
| Eptathlon | Elana Withnall                                                           | 4329 p.     | Eunice Steven                                                               | 4203 p.     | Ariana Blackwood                                                                        | 3586 p.                |
| Staffette |                                                                          |             |                                                                             |             |                                                                                         |                        |
| 4×100 m | Papua Nuova Guinea Helen Philemon Toea Wisil Donna Koniel Sharon Kwarula | 47"88       | Australia Kimberley Watton Alexandra Bartholomew Alicia Keir Elana Withnall | 48"98       | / Australia settentrionale Catherine Hannell Ashleigh Jones Sarah Busby Kayla Montagner | 49"26                  |
| 4×400 m | Australia Lauren McAdam Nikki Hiscock Alexandra Bartholomew Alicia Keir  | 3'51"49     | Papua Nuova Guinea Donna Koniel Raylyne Kanam Eunice Steven Sharon Kwarula  | 3'59"52     | Medaglia non assegnata                                                                  | Medaglia non assegnata |
| record mondiale; record mondiale stagionale; record oceaniano; record dei campionati; record nazionale; record personale; record personale stagionale. |                                                                          |             |                                                                             |             |                                                                                         |                        |

### Misti
| Specialità | Oro                                                                      | Prestazione | Argento                                                                    | Prestazione | Bronzo                                                              | Prestazione |
| 4×400 m | Australia Kimberley Watton Nicholas Bate Georgia Winkcup Joshua Kentwell | 1'41"11     | Papua Nuova Guinea Helen Philemon Junior Saio Avefa Donna Koniel Wala Gime | 1'41"17     | Nuova Zelanda Rosie Elliott David Elliott Georgia Hulls Dhruv Raman | 1'41"41     |
| record mondiale; record mondiale stagionale; record oceaniano; record dei campionati; record nazionale; record personale; record personale stagionale. |                                                                          |             |                                                                            |             |                                                                     |             |

## Medagliere
| Posiz. | Nazione                    | Oro | Argento | Bronzo | Totale |
| ------ | -------------------------- | --- | ------- | ------ | ------ |
| 1      | Australia                  | 13  | 12      | 4      | 29     |
| 2      | Papua Nuova Guinea         | 9   | 12      | 8      | 29     |
| 3      | Figi                       | 5   | 3       | 1      | 9      |
| 4      | Nuova Zelanda              | 4   | 2       | 4      | 10     |
| 5      | / Australia settentrionale | 3   | 1       | 3      | 7      |
| 6      | Tonga                      | 2   | 0       | 1      | 3      |
| 7      | Isole Salomone             | 2   | 0       | 0      | 2      |
| 8      | Samoa                      | 1   | 4       | 5      | 10     |
| 9      | Isole Cook                 | 0   | 2       | 2      | 4      |
| 10     | Polinesia francese         | 0   | 2       | 1      | 3      |
| 11     | Nuova Caledonia            | 0   | 1       | 0      | 1      |
| 12     | Isole Marshall             | 0   | 0       | 1      | 1      |
| 12     | Vanuatu                    | 0   | 0       | 1      | 1      |
| Totale | Totale                     | 39  | 39      | 31     | 109    |